# 上海感光胶片厂

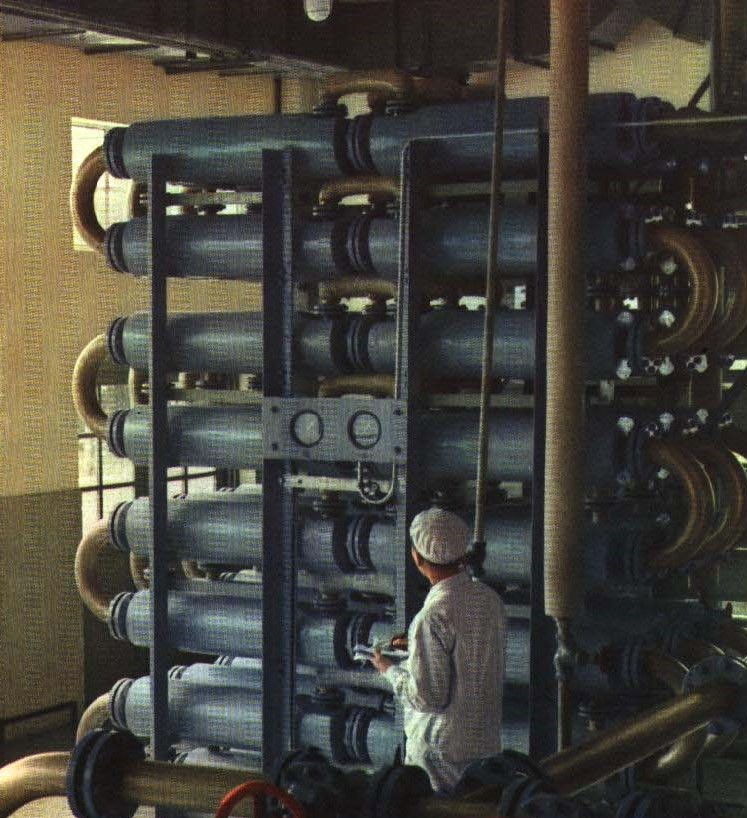
1965年的上海感光胶片厂

上海感光胶片厂是中華人民共和國上海市的一家综合性感光材料厂。

## 歷史
1958年4月，上海纸品复制厂联合怡新丰、华新、新达、永星四家生产风景纸的小厂合并成立上海感光照相材料厂。厂房位於临潼路两侧。1960年，该厂生產的胶片洗印了《追鱼》、《女篮五号》等彩色故事片。1960年改名为上海感光胶片厂。1968年7月，上海感光胶片厂与漕河泾感光胶片厂合并成立上海感光胶片总厂，原上海感光胶片厂更名为上海感光胶片总厂一分厂。上海感光胶片厂出品上海牌膠捲。後來柯達公司出資2100萬美金要求上海感光胶片厂停止生產彩色膠片，同時也不能與其他國家合資、合作再生產其他品牌的彩色膠片。於是上海牌的感光材料逐漸消失。2003年10月，企业更名为上海申贝办公机械有限公司感光材料厂。2009年再次更名为上工申贝（集团）股份有限公司上海申贝感光材料厂。